# Didone abbandonata (Metastasio)

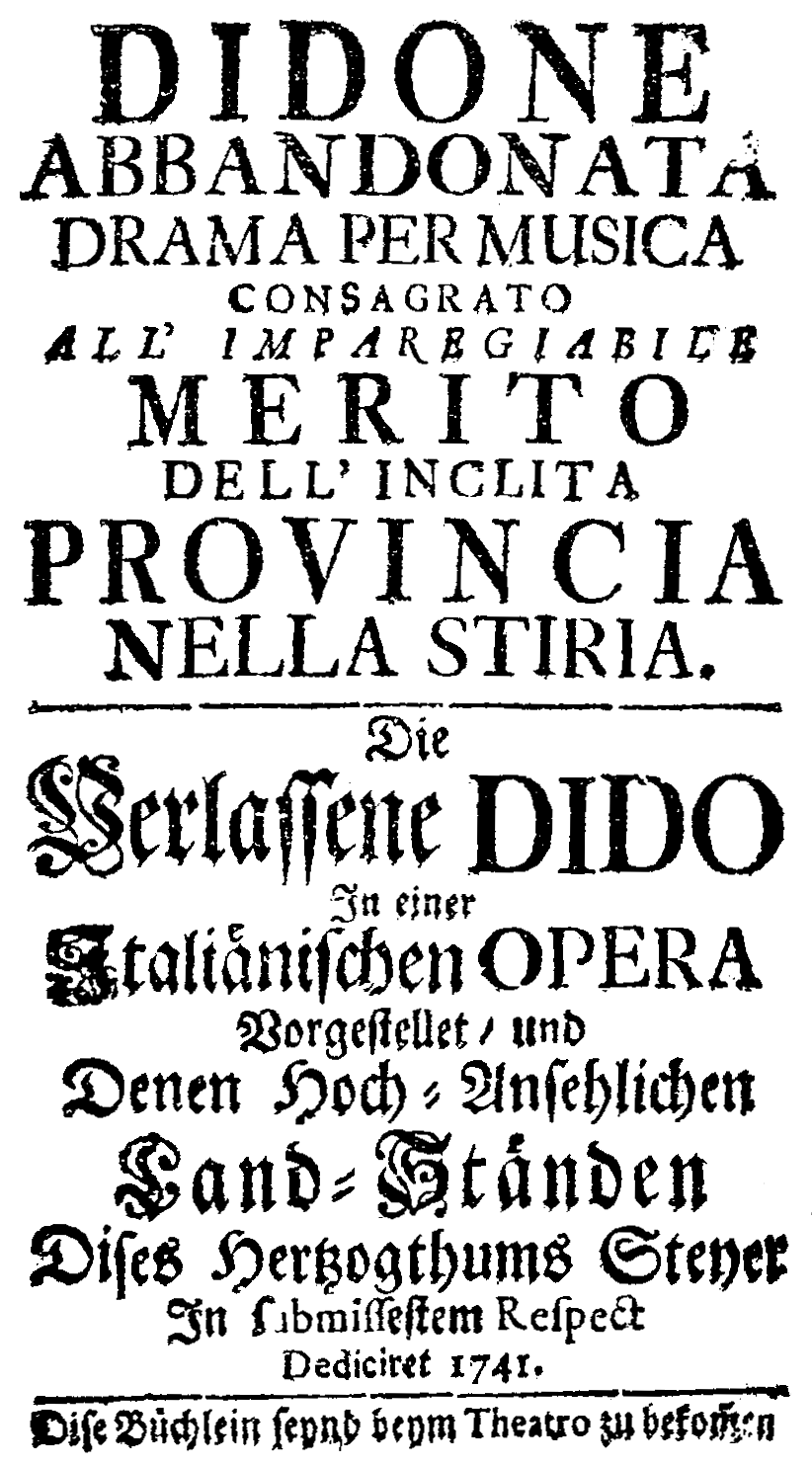
Titelblatt der deutschen Übersetzung, Steyr 1741

Didone abbandonata ist ein Opern-Libretto in drei Akten von Pietro Metastasio. Erstmals aufgeführt wurde es in der Vertonung von Domenico Sarro am 1. Februar 1724 in Neapel. Es ist Kardinal Michael Friedrich Graf von Althann gewidmet. Mit mehr als 60 Vertonungen bis ins 19. Jahrhundert ist es eines seiner beliebtesten Werke.
Eine deutsche Übersetzung des Librettos von Johann Leopold van Ghelen erschien 1741 in Steyr. Eine weitere deutsche Übersetzung von Johann Anton Koch erschien 1769 unter dem Namen Die verlassene Dido im zweiten Band seiner unvollendet gebliebenen Gesamtausgabe Des Herrn Abt Peter Metastasio Kayserl. Königl. Hofpoetens Dramatische Gedichte. Die Übersetzung einer anderen Libretto-Fassung veröffentlichte er 1776 unter dem Namen Die verlassene Dido, abgeändert im achten Band.

## Handlung
Das Libretto basiert auf einer Episode aus Vergils Aeneis. Der trojanische Held Aeneas und die karthagische Königin Dido verlieben sich ineinander. Um seiner Bestimmung zu folgen und Rom zu gründen, verlässt Aeneas sie jedoch. Dido stürzt sich in ihrer Verzweiflung in das Feuer ihrer brennenden Stadt. Dieser Stoff war in der Barockzeit sehr beliebt und wurde auch in anderen Libretti verarbeitet. Metastasios Oper endet ebenso wie die antike Vorlage tragisch und steht damit im Gegensatz zur damals üblichen Praxis der Opera seria.

„DIe unglückseelige Dido war eine Tochter des Königs Belus zu Tir: sie ward an den Hohenpriester Sicheus, einen Mann, der ungemeinen Reichthum besaß, vermählet. Pigmalion, ihr Bruder, und Thronfolger des Belus, ward hiedurch so lüsternd gemacht, daß er seinen Schwager, in Hoffnung dessen Güter an sich zu ziehen, umbringen ließ. Allein Dido entglitt seinen Nachstellungen, und es gelang ihr, sich mit ihren Schätzen an die Afrikanischen Küsten überschiffen zu lassen. Sie erkaufte allda ein Stücklandes, und erbaute die Stadt Karthago. Mittlerweile die neue Stadt zur letzten Vollkommenheit gebracht wurde, meldete sich ein benachbarter König der Getuler, Hiarbas mit Namen, der sich durch die Karthaginenser selbst unterstützt, eifrigst um ihre Neigung bewarb; allein er ward mit abschlägiger Antwort abgefertiget, unter dem Vorwande, daß Dido auch der Asche ihres verstorbenen Gemahls unverbrüchliche Treu halten wollte. Nach der Hand aber kam Aeneas der Trojaner, in welchen sie sich sterblich verliebte. Da er auf seiner Fahrt nach Latium durch Ungewitter dahin geworffen ward, sohin seine Schiffflote ausgebessert, und das Schiffsvolck wieder erquickt werden muste, so kam ihm die Neigung seiner schönen Wirthinn sehr wol zu statten: er ließ sich auch selbst hiedurch so einnehmen, daß er hierüber vergaß, daß ihn die Götter, ein neues Reich in Latium zu stiften, bestimmet hatten. Er mußte also, auf ausdrücklichen Befehl der Götter, Karthago verlassen: er gehorchte: und gieng würklich unter Segel; Dido aber ward hiedruch in solche Wuth und Verzweiflung gebracht, daß sie durch Feuer und Schwerd zu ihrer Selbstmörderinn geworden ist.
Dieses entnehmen wir aus des Virgilius bekannten Heldengedicht, Aeneidos, der sich der Poetenfreyheit so unumschränkt bedient, daß er die Zerstörung der Stadt Troja mit der Stiftung der Stadt Karthago in den nemlichen Zeitpunct zu setzen sich nicht erblödet, indem ganz richtig, daß Troja gegen 300. Jahr früher zerstört, als Karthago gestift worden ist.
Die Fasti des Ovidius geben, daß Hiarbas, nach dem Tode der Königinn Dido, sich der Stadt Karthago bemächtigt habe. Man findet auch einige Spuren, daß Dido Schwester Anna (die wir Selene nennen) nicht minder als jene, jedoch heimlich, in Aeneas verliebet war. Man macht sich übrigens erlaubt, zu mehrer Bequemlichkeit der Vorstellung, den König Hiarbas in der Verstellung seines Bottschafters, unter den angenommenen Namen Arbazes, nach Karthago kommen zu machen.
Um in dieser Geschicht das Wahre von dem Falschen abzusöndern, hat man schließlich anmerken wollen, daß das grausame Lebensende der Königinn Dido allerdings warhaft, und nur in der Bewegursach unterschieden ist. Virgilius macht sie aus Neigung für einen irrenden Ritter sterben, da sie sich doch aus Eckel für einen verhaßten Liebhaber den Tod gegeben, und sich hiedurch zum Muster aller eigensinnigen Frauen verjährter Zeiten aufgeworffen hat.
Die Handlung geschiehet in Karthago.“

Die folgende Inhaltsangabe basiert auf dem 1756 von Andrea Bernasconi verwendeten Libretto.

### Erster Akt

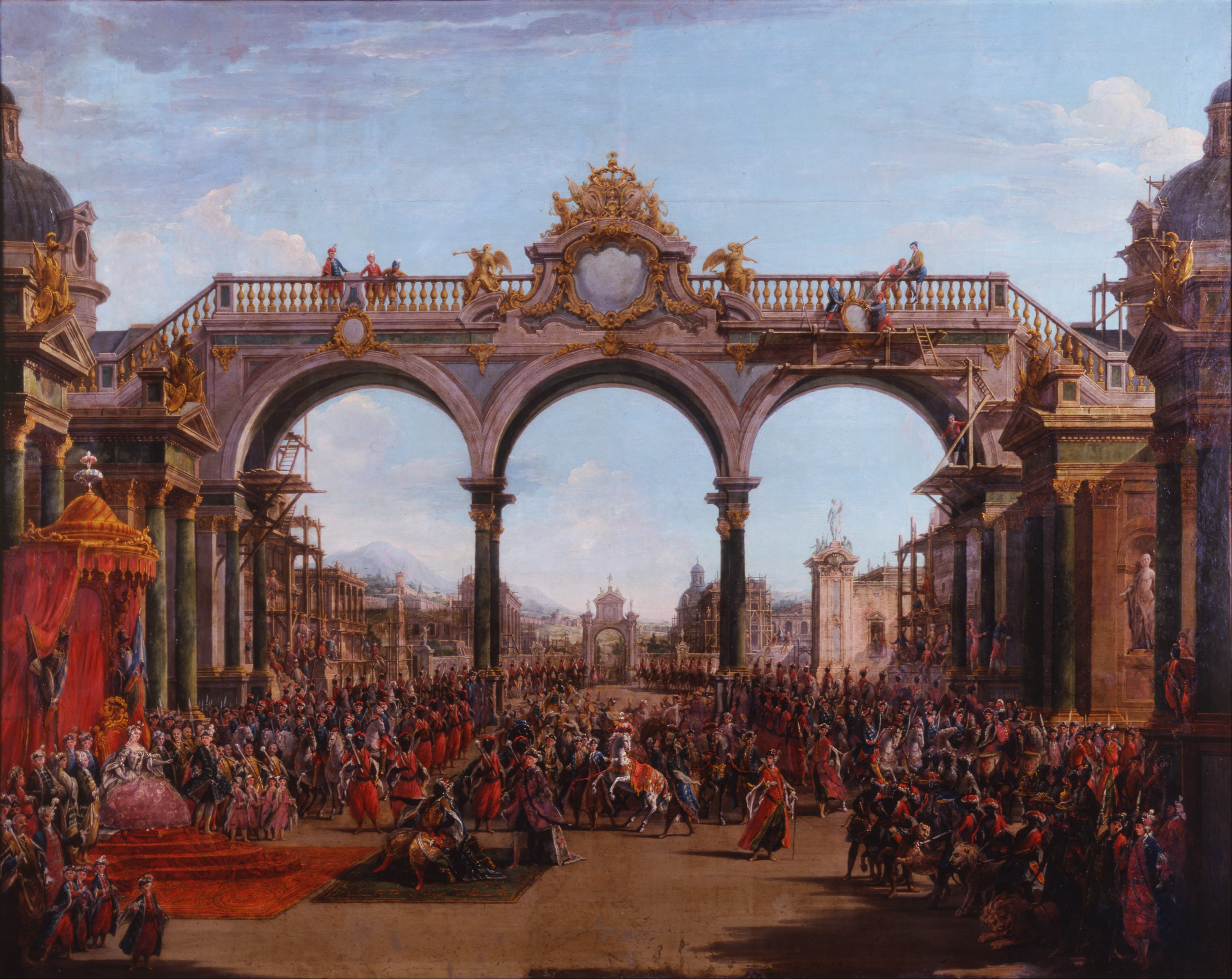
Francesco Battaglioli: Erster Akt, Szene 5

Audienzplatz mit einem Thron an der Seite; in der Ferne sieht man den Bau der Stadt Karthago
Trotz ihrer gegenseitigen Liebe hat Enea beschlossen, dem göttlichen Befehl zu gehorchen und Dido zu verlassen. Er sagt dies zunächst Didos Schwester Selene und ihrem Vertrauten Osmida. Als Dido kommt, schwört er ihr seine Liebe, fordert sie aber gleichzeitig auf, ihn zu vergessen. Von Gefühlen überwältigt, findet er jedoch nicht die richtigen Worte und verlässt den Platz. Selene erklärt Dido darauf seine Absicht, aber Osmida verharmlost sie und behauptet, Enea sei lediglich eifersüchtig auf Jarba, den König der Mohren, und dessen Werbung um Dido. Da kommt Jarba selbst, der sich vorerst als sein eigener Botschafter Arbace ausgibt, mit seinem Vertrauten Araspe und überbringt Dido Sklaven, Tiger, Löwen und andere Geschenke. Dido hatte seine Werbung bereits einmal mit dem Vorwand abgewiesen, dass sie ihrem verstorbenen ersten Gatten Sichäus treu bleiben wolle. Da sie nun aber ein Verhältnis mit Enea begonnen hat, akzeptiert Jarba diesen Grund nicht mehr und erneuert seine Werbung als Bedingung für den Frieden zwischen ihren Völkern. Außerdem solle sie ihm das Haupt des Enea ausliefern. Dido weist ihn ab. Sie will alleine über ihr Herz und ihr Reich gebieten. Nachdem sie gegangen ist, schwört Jarba Rache und befiehlt Araspe, Enea hinterrücks zu ermorden. Araspe jedoch ist nur zu einem ehrenvollen Kampf bereit und lehnt dies ab. Er ist erschüttert von Jarbas Skrupellosigkeit.
Vorhof
Enea teilt Selene mit, wie schwer ihm der Abschied von Dido fällt. Jarba und Araspe kommen hinzu. Während Araspe sich in Selene verliebt, fängt Jarba einen Streit mit Enea an. Enea fürchtet sich nicht vor ihm und geht.
Jarba plant, seine Krieger in die Burg einzulassen, um Karthago zu zerstören und seinen Nebenbuhler zu töten. Osmida berichtet ihm, dass Dido unterwegs zum Neptun-Tempel sei, um Enea zu heiraten. Er verspricht Jarba, ihn in jeder Hinsicht zu unterstützen. Araspe versucht vergeblich, Jarba von seinem Plan abzubringen.
Tempel des Neptun mit dessen Bildnis
Der immer noch unter dem Namen Arbace auftretende Jarba versucht Enea anzugreifen, wird aber von Araspe daran gehindert, der den Dolch an sich nimmt. Enea hält daher Araspe für den Täter. Als Dido mit ihrer Leibwache hinzukommt, benennt auch Osmida Araspe als Schuldigen. Dido lässt ihn abführen. Enea glaubt, Arbace hätte das Attentat verhindert und bedankt sich bei ihm. Dieser gibt sich jedoch nun als Jarba zu erkennen und erklärt ihm seine Feindschaft. Dido lässt ihn festnehmen. Jarba zieht seinen Degen, wird aber von Osmida überredet, vorerst nachzugeben und sich auf ihn zu verlassen. Nachdem er von Osmida fortgebracht wurde, teilt Enea Dido seinen Entschluss mit, sie zu verlassen. Dido fühlt sich von ihm verraten.

### Zweiter Akt

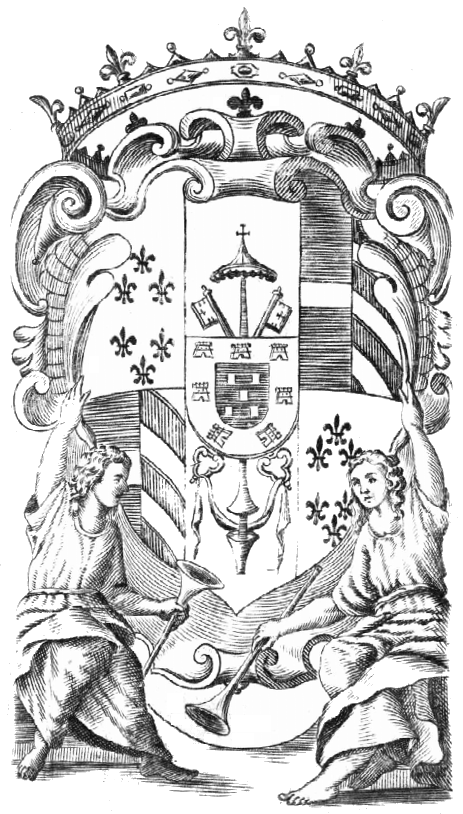
Bild aus dem Libretto, Musik von Andrea Adolfati, Venedig 1747

Königliche Zimmer mit einem kleinen Tisch
Osmida hat Jarba freigelassen. Sie erwarten die Ankunft ihrer Leute, um anzugreifen. Osmida erinnert Jarba daran, dass er ihm als Belohnung für den Verrat den Thron Karthagos versprochen hat. Als Araspe kommt, wirft Jarba ihm seine Schuld am Misslingen des Attentats vor. Auch Selene kommt nun und fragt Araspe nach dem Grund für die Freilassung Jarbas, den dieser jedoch nicht kennt. Auf Selenes Bitten verspricht er ihr, Enea zu schützen, obwohl er eigentlich sein Feind ist. Anschließend gesteht er ihr seine Liebe. Selene antwortet, dass sie ihn hoch schätze, ihr Herz aber bereits einem anderen gehöre.
Dido hat beschlossen, Jarba hinrichten zu lassen, und Osmida erklärt sich zur Vollstreckung bereit. Enea hält diese Strafe jedoch für überzogen und unehrenhaft und bittet um Gnade für Jarba. Zornig unterschreibt sie dennoch das Urteil. Da er jedoch weiterhin bittet, gibt sie endlich nach und überreicht ihm das Blatt.
Jarba wirft Enea vor, Dido gegen ihn aufzuhetzen. Als Antwort zerreißt Enea das von Dido unterschriebene Todesurteil. Jarba wundert sich über das großmütige Verhalten seines Feindes und das verräterische seines Freundes Araspe.
Innerer Hof
Araspe fordert Enea zum ehrenvollen Zweikampf mit dem Degen heraus, doch Enea weigert sich. Erst als Araspe ihm Feigheit vorwirft, zieht er widerwillig den Degen. Der Kampf wird von Selene unterbrochen, die Araspe Verrat vorwirft. Enea aber verteidigt ihn damit, dass er lediglich für seinen Herrn gekämpft habe.
Kabinett mit Lehnstühlen
Dido will Enea auf eine letzte Probe stellen und seine Eifersucht wecken. Sie fragt ihn um Rat, wie sie sich verhalten solle, da Jarba nun ihr Reich und ihr Leben bedrohe. Die einzige Alternative zu einer Ehe mit Jarba wäre es gewesen, ihn, Enea, zu heiraten und dadurch weitere Bündnisgenossen zu erhalten – nun aber bleibe ihr nur der Tod. Daher fordert sie Enea auf, sie eigenhändig zu töten. Dieser weigert sich jedoch und rät ihr, Jarba zu heiraten. Sie lässt ihn holen und verlangt von Enea, der Zeremonie beizuwohnen. Als Jarba kommt, teilt Dido ihm mit, dass Enea für ihn gesprochen habe und sie ihn jetzt heiraten wolle. Enea kann das nicht mit ansehen und geht schließlich wütend fort. Dido hat dadurch wieder Hoffnung gewonnen und erklärt Jarba, dass sie ihn nie lieben könne. Er verlässt sie unter Drohungen.

### Dritter Akt
Meereshafen, in dem die trojanischen Schiffe vor Anker liegen
Enea und die Trojaner bereiten sich auf die Abreise vor. Jarba fordert ihn zum Zweikampf heraus. Als er zu unterliegen droht, kommen ihm seine Leute zu Hilfe, und Eneas Gefährten springen diesem bei. Der Kampf weitet sich aus, aber schließlich wird Jarba besiegt. Obwohl Enea ihm das Leben schenkt, schwört Jarba Rache.
Mit Bäumen besetzter Gang zwischen der Stadt und dem Hafen
Osmida teilt Araspe mit, dass Jarbas Verstärkung eingetroffen ist. Araspe traut Osmida nicht. Die beiden streiten über den Begriff der Ehre. Selene kommt hinzu und fragt nach Enea. Araspe vermutet, dass sie ihn liebt, aber sie behauptet, sie habe nur Mitleid mit ihrer Schwester.
Jarba drängt darauf, Enea zu töten. Osmida erklärt, dass seine Krieger bereit sind und erinnert noch einmal an die versprochene Belohnung. Jarba jedoch befiehlt der Wache, Osmida zu töten. Das sei die passende Belohnung für einen Verräter. Weder Araspe noch Selene wollen Osmida beistehen. Enea kommt gerade noch rechtzeitig dazu und befreit Osmida, der ihm ewige Dankbarkeit schwört. Selene gesteht Enea nun ihre Liebe, aber dieser will nichts davon hören. Ihn interessiert nur noch der Ruhm.
Königliche Burg mit Blick auf die Stadt, die nachher in Flammen aufgeht
Osmida gesteht Dido seinen Verrat und bittet sie um eine gnädige Strafe. Selene teilt Dido mit, dass Enea auf dem Weg zu den Schiffen sei. Die schickt Osmida, um ihn aufzuhalten. Araspe berichtet, dass Jarba Karthago in Brand gesteckt habe. Osmida kommt zurück. Er hat Enea nicht mehr aufhalten können, da dieser schon abgesegelt war. Dido beauftragt ihn nun, Leute, Schiffe und Waffen aufzubringen, um Enea mit Gewalt aufzuhalten und seine Schiffe zu versenken. Selene soll sich währenddessen um die brennende Stadt kümmern. Osmida kommt erneut unverrichteter Dinge zurück, weil er durch die Burg nicht zum Ufer gelangen konnte. Inzwischen wüten Jarbas Truppen erbarmungslos in der Stadt. Auch die Burg hat bereits Feuer gefangen. Selene kommt zurück und drängt zur Flucht, weil ihr Heer besiegt sei. Dazu kommt es aber nicht mehr, denn Jarba erscheint mit seinen Leuten. Als er Didos Verzweiflung sieht, bietet er ihr erneut an, sie zu heiraten. Da Dido ihm jedoch weiterhin trotzt, befiehlt er, die Stadt völlig zu zerstören.
Osimda und Selene bitten Dido, nachzugeben. Sie hat jedoch nur noch Rache im Sinn. Als Selene ihr sagt, dass auch sie Enea liebt, schickt Dido sie wütend davon. In ihrer Verzweiflung lästert sie die Götter, und auch Osmida verlässt sie erschüttert. Allein zurückgeblieben stürzt sie sich in die Flammen.

## Geschichte
Didone abbandonata ist Metastasios erstes Libretto. Er schrieb es in Zusammenarbeit mit der Sopranistin Maria Anna Benti („La Romanina“, 1684?–1734), die auch die Rolle der Dido in der ersten Aufführung der Vertonung von Domenico Sarro übernahm. Die Rolle des Enea wurde vom Alt-Kastraten Nicolò Grimaldi („Nicolini“, 1673–1732) gesungen.
Die Handlung basiert auf einer Episode aus dem vierten Buch der Aeneis von Vergil. Darin wird von der Liebe der Gründerin und Königin von Karthago, Dido, zu dem trojanischen Flüchtling Aeneas berichtet. Diese Vereinigung wird von den Göttern Venus und Juno gefördert und führt nur zu einer eheähnlichen Verbindung, da Dido geschworen hat, sich nach dem Mord an ihrem Gatten Sychaeus nie mehr mit einem Mann einzulassen. Aeneas selbst hat vor seiner Abreise aus Troja von Jupiter den Auftrag erhalten, in Italien ein neues Troja zu gründen. Karthago darf daher für ihn nur eine Zwischenstation auf dem Weg dorthin sein. Jupiter schickt Mercurius, um Aeneas an seinen Auftrag zu erinnern. Aeneas gehorcht und rüstet zur Abfahrt. Als Dido davon erfährt, macht sie ihm verzweifelte Vorhaltungen. Aeneas aber bleibt fest und reist heimlich ab. Darauf tötet sich Dido selbst auf einem Scheiterhaufen mit einem Schwert, einem Geschenk von Aeneas. Doch zuvor beschwört sie einen Rächer und schafft so die Grundlage für den späteren Konflikt zwischen Rom und Karthago (Punische Kriege). Juno erbarmt sich Didos langen Todeskampfes und entsendet die Götterbotin Iris. Diese steigt in einem Regenbogen herab und schneidet Dido eine Locke ab, um sie der Unterwelt zu weihen.
Eine weitere antike Vorlage Metastasios waren die Fasti des Ovid (III: 545, 595, 640). Darin gibt es Hinweise auf die Machtübernahme des Hiarbas nach Didos Tod und die Liebe von Didos Schwester Anna zu Aeneas.
Aufgrund der Popularität des Themas gab es außerdem viele zeitgenössische Werke, die Metastasio inspiriert haben könnten. Dazu gehören die Schauspiele Didon von Georges de Scudéry (1673) und L’ambigu comique, ou Les amours de Didon et d’ Aenée von Antoine Jacob Montfleury (1673) sowie die Libretti La Didone von Giovanni Francesco Busenello (1641) und Didon von Louise-Geneviève Gillot de Saintonge (1693).
Die Vertonung von Leonardo Vinci (Rom 1726) wurde für seine Darstellung von Didos Abweisung des Jarba in der Arie Son regina besonders gerühmt. Das Gleiche gilt für Niccolò Jommellis Behandlung der Schlussszene (Rom 1747). Für die Aufführung von 1742 in Schloss Hubertusburg in der Vertonung von Johann Adolph Hasse musste der Schluss abgeändert werden, weil das brennende Karthago auf dieser Bühne nicht dargestellt werden konnte. Die Anpassung des Librettos stammt von Francesco Algarotti. Hier verlässt Dido die Handlung drei Szenen vor dem Ende nach der neu eingefügten Arie Ombra cara. Wahrscheinlich wurden in den Dresdner Folgeaufführungen beide Varianten gespielt. An weiteren erfolgreichen Vertonungen sind diejenigen von Gaetano Maria Schiassi (Bologna 1735) und Joseph Schuster (Neapel 1776) zu nennen. 1751 schickte Metastasio eine gekürzte Fassung zu Farinelli nach Madrid, wo dieser neben seiner Tätigkeit als Sänger auch die Gesamtaufsicht über die Theateraufführungen hatte.

## Vertonungen
Folgende Komponisten legten dieses Libretto einer Oper zugrunde:
| Komponist                     | Uraufführung                                         | Aufführungsort       | Anmerkungen |  |
| ----------------------------- | ---------------------------------------------------- | -------------------- | --- |  |
| Domenico Sarro                | 1. Februar 1724, Teatro San Bartolomeo               | Neapel               | mit Intermezzi Dorina e Nibbio; weitere Aufführungen in anderen Städten; überarbeitet im Herbst 1730 im Teatro San Giovanni Crisostomo in Venedig                          |  |
| Tomaso Albinoni               | 26. Dezember 1724, Teatro San Cassiano               | Venedig              | weitere Aufführungen in anderen Städten |  |
| Nicola Porpora                | 1725, Teatro Pubblico                                | Reggio nell’Emilia   | auch Karneval 1745 im Teatro Ducale in Parma |  |
| Leonardo Vinci                | 14. Januar 1726, Teatro delle Dame                   | Rom                  | am 13. April 1737 in einer von Georg Friedrich Händel als Pasticcio bearbeiteten Fassung im King’s Theatre am Haymarket in London aufgeführt → Didone abbandonata (Händel) |  |
| Gaetano Maria Schiassi        | 21. Mai 1735, Teatro Formagliari                     | Bologna              | |  |
| Giuseppe Ferdinando Brivio    | 1739, Teatro Regio Ducale                            | Mailand              | |  |
| Egidio Duni                   | Karneval 1739, Teatro Regio Ducale                   | Mailand              | |  |
| Giovanni Battista Lampugnani  | Juni 1739, Teatro degli Obizzi                       | Padua                | auch 1745 in Crema; überarbeitet am 20. Januar 1753 im Teatro San Carlo in Neapel                                                                                          |  |
| Ant. Paulo Pavensi            | 1740                                                 | Lucca                | |  |
| Baldassare Galuppi            | 26. Dezember 1740, Teatro Molza                      | Modena               | erste Fassung |  |
| Rinaldo di Capua              | 1741, Teatro Condes                                  | Lissabon             | |  |
| Andrea Bernasconi             | 28. Januar 1741, Teatro San Giovanni Crisostomo      | Venedig              | auch am 19. Mai 1743 im Teatro di Palazzo Spada in Cesena; überarbeitet am 26. Januar 1756 und zu Karneval 1760 im Hoftheater München                                      |  |
| Johann Adolph Hasse           | 7. Oktober 1742 für den Dresdner Hof von August III. | Schloss Hubertusburg | auch 1752 in der Königlichen Hofoper in Berlin |  |
| Paolo Scalabrini              | 1744, Oper am Gänsemarkt                             | Hamburg              | als Didone; Wiederaufnahme am 9. November 1746; auch 1748 im Kongelige Teater in Kopenhagen                                                                                |  |
| Niccolò Jommelli              | 28. Januar 1747, Teatro Argentina                    | Rom                  | erste Fassung |  |
| Andrea Adolfati               | [19. Februar] 1747, Teatro di San Girolamo           | Venedig              | anonyme satirische Bearbeitung des Librettos, mit Marionetten aufgeführt                                                                                                   |  |
| Pietro Chiarini               | 1748, Teatro dell'Accademia degli Erranti            | Brescia              | |  |
| Ferdinando Bertoni            | Karneval 1748, Teatro di San Girolamo                | Venedig              | anonyme satirische Bearbeitung des Librettos, mit Marionetten aufgeführt                                                                                                   |  |
| Niccolò Jommelli              | 8. Dezember 1749, Burgtheater                        | Wien                 | zweite Fassung |  |
| Domènech Terradellas          | Karneval 1750, Teatro Regio                          | Turin                | |  |
| Davide Perez                  | 1751                                                 | Genua                | auch in anderen italienischen Städten sowie am 14. März 1761 im King’s Theatre am Haymarket in London                                                                      |  |
| Gennaro Manna                 | 30. Januar 1751, Teatro San Giovanni Crisostomo      | Venedig              | |  |
| Ignazio Fiorillo              | Wintermesse 1751, Hoftheater                         | Braunschweig         | |  |
| Giuseppe Bonno                | vermutlich nicht aufgeführt (komponiert 1752)        |                      | |  |
| Francesco Poncini Zilioli     | Karneval 1752, Teatro San Sebastiano                 | Livorno              | |  |
| Giuseppe Scolari              | 30. Mai 1752, Teatro de la Santa Cruz                | Barcelona            | überarbeitet zu Karneval 1763 im Teatro Bonacossi in Ferrara |  |
| Antonio Maria Mazzoni         | 26. Dezember 1752, Teatro Formagliari                | Bologna              | auch zu Karneval 1761 im Nuovo Teatro in Prag |  |
| anonym (Pasticcio?)           | 26. Dezember 1752, Teatro della Pergola              | Florenz              | |  |
| Vincenzo Legrenzio Ciampi     | 1754, King’s Theatre am Haymarket                    | London               | als Didone |  |
| Giovanni Andrea Fioroni       | 18. Januar 1755, Teatro Regio Ducale                 | Mailand              | |  |
| Tommaso Traetta               | Herbst 1757, Teatro San Moisè                        | Venedig              | weitere Aufführungen in anderen Städten |  |
| Francesco Zoppis              | 25. November 1758                                    | Sankt Petersburg     | |  |
| Antonio Brunetti              | Karneval 1759, Accademia degli Intronati             | Siena                | |  |
| Pietro Auletta                | 26. August 1759, Teatro della Pergola                | Florenz              | |  |
| Antonio Ferradini             | 1760, Teatro Pubblico                                | Lucca                | |  |
| Giuseppe Sarti                | Dezember 1762, Det Kongelige Teater                  | Kopenhagen           | erste Fassung |  |
| Niccolò Jommelli              | 11. Februar 1763, Herzogliches Theater               | Stuttgart            | dritte Fassung, überarbeitet auch 1777, 1780 und 1782 |  |
| Baldassare Galuppi            | Karneval 1764, Teatro San Benedetto                  | Venedig              | zweite Fassung |  |
| Johann Gottfried Schwanberger | 1765, Hoftheater                                     | Braunschweig         | |  |
| Francesco Zannetti            | 1766                                                 | Livorno              | in zwei Akten; auch im Herbst 1781 im Teatro Civico del Verzaro in Perugia                                                                                                 |  |
| Antonio Boroni                | 1768, Theater an der Kotzen                          | Prag                 | |  |
| Ignazio Celoniati             | 26. Dezember 1769, Teatro Regio Ducale               | Mailand              | |  |
| Gian Francesco de Majo        | 26. Dezember 1769, Teatro San Benedetto              | Venedig              | |  |
| Niccolò Piccinni              | 8. Januar 1770, Teatro Argentina                     | Rom                  | |  |
| Giacomo Insanguine            | 20. Januar 1770, Teatro San Carlo                    | Neapel               | |  |
| Michele Mortellari            | 20. September 1772, Teatro della Pergola             | Florenz              | |  |
| Giuseppe Colla                | 23. Januar 1773, Teatro Regio                        | Turin                | als Didone |  |
| Domenico Mombelli             | 1775                                                 | Crescentino          | |  |
| Pasquale Anfossi              | Himmelfahrt 1775, Teatro San Moisè                   | Venedig              | weitere Aufführungen in anderen Städten |  |
| Venanzio Rauzzini (Pasticcio) | 11. November 1775, King’s Theatre am Haymarket       | London               | |  |
| Joseph Schuster               | 12. Januar 1776, Teatro San Carlo                    | Neapel               | auch zu Karneval 1779 im Teatro San Benedetto in Venedig |  |
| Bernardo Ottani               | Frühling 1779, Teatro Comunale                       | Forlì                | als Didone |  |
| Ignaz Holzbauer               | 6. Juli 1779, Hof- und Nationaltheater               | Mannheim             | Singspiel in einem Aufzug; als La morte di Didone; überarbeitet 1780 als Der Tod der Dido (deutsche Fassung von Klein); am 6. Juni 1784 als Die Zerstörung von Carthago    |  |
| Gennaro Astarita              | 1780                                                 | Bratislava           | |  |
| Francesco Piticchio           | Karneval 1780, Teatro di Santa Cecilia               | Palermo              | überarbeitet zur Wintermesse 1784 im Hoftheater in Braunschweig |  |
| Giuseppe Sarti                | 12. Juni 1782, Teatro Nuovo                          | Padua                | zweite Fassung; weitere Aufführungen in anderen Städten, darunter 1784 im Schloss Esterházy und am 25. August 1792 im Teatro de los Caños del Peral in Madrid              |  |
| Gaetano Andreozzi             | 1784, Eremitage-Theater                              | Sankt Petersburg     | |  |
| Giuseppe Gazzaniga            | Sommer 1787, Teatro Nuovo                            | Vicenza              | als La Didone |  |
| Stephen Storace               | 23. Mai 1792, King’s Theatre am Haymarket            | London               | Libretto bearbeitet 1775 von Prince Hoare als „serious opera“ Dido, Queen of Carthage; Musik verschollen                                                                   |  |
| Giovanni Paisiello            | 4. November 1794, Teatro San Carlo                   | Neapel               | weitere Aufführungen in anderen Städten |  |
| Leopold Koželuh               | 1795, Theater am Kärntnertor                         | Wien                 | |  |
| Settiminio Marino             | 1798                                                 | Porto                | |  |
| Ferdinando Paër               | 1810, Palais des Tuileries                           | Paris                | als La Didone; Libretto bearbeitet von Stefano Vestris; auch im Frühjahr 1817 im Teatro della Pergola in Florenz                                                           |  |
| Valentino Fioravanti          | 9. Juni 1810, Teatro Valle                           | Rom                  | als Didone; in zwei Akten; Libretto bearbeitet von Jacopo Ferretti |  |
| Bernhard Klein                | 1823, Königliches Schauspielhaus                     | Berlin               | deutsch als Dido; Libretto überarbeitet von Ludwig Rellstab |  |
| Saverio Mercadante            | 18. Januar 1823, Teatro Regio                        | Turin                | Libretto bearbeitet von Andrea Leone Tottola; weitere Aufführungen in anderen Städten                                                                                      |  |
| Carl Gottlieb Reißiger        | 1824, Hoftheater                                     | Dresden              | in zwei Aufzügen |  |
| Bruno Coli                    | Sommer 2001, Teatro Filodrammatici                   | Mailand              | |  |
| Michael Hirsch                | 1. Oktober 2004, Festspielhaus Hellerau              | Dresden              | Kurzoper; Kompositionsauftrag des Dresdner Zentrums für zeitgenössische Musik                                                                                              |  |

## Aufnahmen und Aufführungen in neuerer Zeit
- Baldassare Galuppi:
  - 2007: Aufführungen im Teatro Lirico Sperimentale in Spoleto „A. Belli“ sowie CD. Leitung: Franco Piva. Sänger: Stefania Grasso (Didone), Federica Giansanti (Enea), Andrea Carè, Maria Agresta (Selene), Federica Carnavale (Araspe) und Giuseppe Varano (Osmida).[89][20]
- Georg Friedrich Händel/Leonardo Vinci:
  - 2017: Produktion des Theaters und Orchesters Heidelberg mit den Händel-Festspielen Halle. Lautten Compagney Berlin, Leitung: Wolfgang Katschner. Sänger: Robin Johannsen (Didone), Olivia Vermeulen (Enea), Antonio Giovannini (Jarba), Julia Böhme (Selene), Namwon Huh (Araspe), Polina Artsis (Osmida).[90][91]
- Johann Adolph Hasse:
  - 2011–2013: Aufführungen im Prinzregententheater München und in der Opéra Royal in Versailles sowie CD. Hofkapelle München, Leitung: Michael Hofstetter. Sänger: Theresa Holzhauser (Didone), Flavio Ferri-Benedetti (Enea), Valer Barna-Sabadus (Iarba), Magdalena Hinterdobler (Selene), Mária Celeng (Araspe) und Andreas Burkhart (Osmida).[25]
- Niccolò Jommelli:
  - 1991/1992: Aufführungen der Stuttgarter Fassung von 1763 im Teatro Rossini in Lugo. Orchestra Sinfonica dell’Emilia-Romagna, Leitung: Amedeo Moretti. Sänger: Maria Angeles Peters (Didone), Adriana Cicogna (Enea), Ezio Di Cesare (Iarba), Alessandra Rossi (Selene), Gabriella Brancaccio (Araspe) und Nina Alessi (Osmida).[28]
  - 1995: CD. Stuttgarter Kammerorchester, Leitung: Frieder Bernius. Sänger: Dorothea Röschmann (Didone), Martina Borst (Enea), William Kendall (Iarba), Mechthild Bach (Selene), Daniel Taylor (Araspe) und Arno Raunig (Osmida).[92]
  - 2019: Aufführungen im Theater Basel. Leitung: Daniela Dolci, Inszenierung: Lotte de Beer, Bühne und Kostüme: Christof Hetzer, Choreografie: Ran Arthur Braun. Sänger: Nicole Heaston (Didone), Vince Yi (Enea), Hyunjai Marco Lee (Jarba), Sarah Brady (Selene), Luigi Schifano (Araspe), Ena Pongrac (Osmida).[93]
- Saverio Mercadante
  - 2018: Aufführungen bei den Innsbrucker Festwochen der Alten Musik. Academia Montis Regalis, Leitung: Alessandro De Marchi, Inszenierung: Jürgen Flimm. Sänger: Viktorija Miškūnaitė (Didone), Katrin Wundsam (Enea), Carlo Vincenzo Allemano (Jarba), Emilie Renard (Selene), Diego Godoy (Araspe), Pietro Di Bianco (Osmida).[85]
- Niccolò Piccinni:
  - 2003: Konzertante Aufführung in der Cité de la musique in Paris. La Cappella della Pieta’ dei Turchini, Leitung: Antonio Florio. Sänger: Roberta Invernizzi (Didone), Maria Ercolano (Enea), Dionisa di Vico (Jarba), Maria Grazia Schiavo (Selene), Luca Dordolo (Araspe), Milena Georgieva (Osmida).[94]
- Leonardo Vinci:
  - 2017: DVD. Leitung: Carlo Ipata, Inszenierung: Deda Cristina Colonna, Bühne: Gabriele Vanzini, Kostüme: Monica Iazuzzo, Bildregie: Matteo Ricchetti, Orchestra Maggio Musicale Fiorentino. Sänger: Roberta Mameli (Didone), Carlo Allemano (Enea), Raffaele Pé (Iarba), Gabriella Costa (Selene), Marta Pluda (Araspe), Giada Frasconi (Osmida). Live aus Florenz. Dynamic 8007144377885 (2 DVDs).[95]

## Digitalisate
1. ↑  Libretto (italienisch/deutsch) mit der Übersetzung von Johann Leopold van Ghelen, Steyr 1741 als Digitalisat bei der Staatsbibliothek zu Berlin.
2. ↑  Johann Anton Koch: Des Herrn Abt Peter Metastasio Kayserl. Königl. Hofpoetens Dramatische Gedichte, aus dem Italiänischen übersetzt. Zweiter Band. Krauß, Frankfurt und Leipzig 1769 als Digitalisat beim Münchener Digitalisierungszentrum.
3. ↑  Johann Anton Koch: Des Herrn Abt Peter Metastasio Kayserl. Königl. Hofpoetens Dramatische Gedichte, aus dem Italiänischen übersetzt. Achter Band. Krauß, Frankfurt und Leipzig 1776 als Digitalisat beim Münchener Digitalisierungszentrum.
4. 1 2 3  Libretto (italienisch/deutsch) der Oper von Andrea Bernasconi, München 1756 als Digitalisat beim Münchener Digitalisierungszentrum.
5. ↑  Libretto (italienisch)  der Oper von Domenico Natale Sarro, Venedig 1730. Digitalisat im Corago-Informationssystem der Universität Bologna.
6. ↑  Partitur der Oper von Domenico Natale Sarro, 1730 als Digitalisat beim International Music Score Library Project.
7. ↑  Libretto (italienisch)  der Oper von Tomaso Albinoni, Venedig 1725. Digitalisat im Corago-Informationssystem der Universität Bologna.
8. ↑  Libretto (italienisch)  der Oper von Nicola Porpora, Reggio nell’Emilia 1725. Digitalisat im Corago-Informationssystem der Universität Bologna.
9. ↑  Libretto (italienisch)  der Oper von Leonardo Vinci, Rom 1726. Digitalisat im Corago-Informationssystem der Universität Bologna.
10. ↑  Libretto (italienisch) der Oper von Gaetano Maria Schiassi, Bologna 1735 als Digitalisat im Museo internazionale e biblioteca della musica di Bologna.
11. ↑  Libretto (italienisch)  der Oper von Egidio Romualdo Duni, Mailand 1739. Digitalisat im Corago-Informationssystem der Universität Bologna.
12. ↑  Libretto (italienisch)  der Oper von Andrea Bernasconi, Venedig 1741. Digitalisat im Corago-Informationssystem der Universität Bologna.
13. ↑  Libretto (italienisch/deutsch) der Oper von Johann Adolph Hasse, Berlin 1752 als Digitalisat bei der Staatsbibliothek zu Berlin.
14. ↑  Partitur der Oper von Johann Adolph Hasse, 1742 als Digitalisat beim International Music Score Library Project.
15. ↑  Libretto (italienisch/deutsch) der Oper von Paolo Scalabrini, Hamburg 1744 als Digitalisat bei der Staatsbibliothek zu Berlin.
16. ↑  Partitur der Oper von Niccolò Jommelli, 1746 als Digitalisat beim International Music Score Library Project.
17. ↑  Libretto (italienisch)  der Oper von Andrea Adolfati, Venedig 1747. Digitalisat im Corago-Informationssystem der Universität Bologna.
18. ↑  Libretto (italienisch) der Oper von Davide Perez, Reggio nell’Emilia 1752 als Digitalisat beim Münchener Digitalisierungszentrum.
19. ↑  Libretto (italienisch) der Oper von Francesco Poncini Zilioli, Livorno 1752 als Digitalisat im Museo internazionale e biblioteca della musica di Bologna.
20. ↑  Libretto (italienisch/spanisch) der Oper von Giuseppe Scolari, Barcellona 1753 als Digitalisat im Museo internazionale e biblioteca della musica di Bologna.
21. ↑  Libretto (italienisch) der anonymen Oper, Florenz 1753 als Digitalisat im Museo internazionale e biblioteca della musica di Bologna.
22. ↑  Vincenzo Legrenzio Ciampi: Didone. Libretto (italienisch/englisch), London 1754. Digitalisat bei Google Books.
23. ↑  Libretto (italienisch)  der Oper von Giovanni Andrea Fioroni, Mailand 1755. Digitalisat im Corago-Informationssystem der Universität Bologna.
24. ↑  Libretto (italienisch)  der Oper von Tommaso Traetta, Venedig 1757. Digitalisat im Corago-Informationssystem der Universität Bologna.
25. ↑  Libretto (italienisch) der Oper von Pietro Auletta, Florenz 1759 als Digitalisat im Museo internazionale e biblioteca della musica di Bologna.
26. ↑  Libretto (italienisch) der Oper von Ignazio Celoniati, Mailand 1769 als Digitalisat im Museo internazionale e biblioteca della musica di Bologna.
27. ↑  Libretto (italienisch) der Oper von Michele Mortellari, Florenz 1772 als Digitalisat im Museo internazionale e biblioteca della musica di Bologna.
28. ↑  Libretto (italienisch) der Oper von Giuseppe Colla, Turin 1773 als Digitalisat beim Münchener Digitalisierungszentrum.
29. ↑  Libretto (italienisch) der Oper von Pasquale Anfossi, Venedig 1775 als Digitalisat im Museo internazionale e biblioteca della musica di Bologna.
30. ↑  Libretto (italienisch) der Oper von Bernardo Ottani, Forlì 1779 als Digitalisat im Museo internazionale e biblioteca della musica di Bologna.
31. ↑  Libretto (italienisch/spanisch) der Oper von Giuseppe Sarti, Madrid 1792 als Digitalisat bei Google Books.
32. ↑  Libretto (italienisch) der Oper von Giovanni Paisiello, Neapel 1794 als Digitalisat im Museo internazionale e biblioteca della musica di Bologna.
33. ↑  Libretto (italienisch/französisch) der Oper von Ferdinando Paër, Paris 1811 als Digitalisat beim Münchener Digitalisierungszentrum.
34. ↑  Libretto (italienisch) der Oper von Valentino Fioravanti, Rom 1810 als Digitalisat im Museo internazionale e biblioteca della musica di Bologna.
35. ↑  Libretto (deutsch) der Oper von Bernhard Klein, Berlin 1823 als Digitalisat bei Google Books.
36. ↑  Libretto (italienisch) der Oper von Saverio Mercadante, Turin 1823 als Digitalisat beim Münchener Digitalisierungszentrum.
37. ↑  Partitur der Oper von Saverio Mercadante, 1823 als Digitalisat beim International Music Score Library Project.
38. ↑  Libretto der Oper von Carl Gottlieb Reißiger, Dresden 1824 als Digitalisat beim Münchener Digitalisierungszentrum.